# Ratuș, Criuleni
Ratuș este un sat din cadrul comunei Drăsliceni din raionul Criuleni, Republica Moldova.

## Personalități
- Vasile Ursu - politician, ministru al transporturilor și fost primar general interimar al municipiului Chișinău (2005-2007)